# Antonia Saelzer
Antonia Sofía Saelzer King (Concepción, 1989) es una ciclista y diseñadora industrial transgénero chilena.

## Biografía
Nacida en 1989 en Concepción, capital de la Región del Biobío, desde pequeña manifestó su interés por el deporte en bicicleta, participando en reiteradas oportunidades en la Copa Chile Mountain Bike, evento deportivo de carácter nacional del ciclismo de montaña, en el cual se ha especializado a nivel competitivo. Realizó sus estudios secundarios en el Lycée Français Charles de Gaulle de Concepción, continuando sus estudios superiores en Diseño Industrial en la Universidad del Bío-Bío.
En 2013, recibió el premio «Líderes del Sur» otorgado por el diario El Sur, como uno de los cincuenta jóvenes destacados del Sur de Chile que fueron laureados dicho año.
En 2017 sufrió la fractura de una muñeca mientras entrenaba en su bicicleta, lo cual la mantuvo por meses en reposo, comenzando paulatinamente a su vez con el proceso de cambio en su identidad de género. Luego de someterse a una cirugía de reasignación de sexo y cambiarse legalmente el nombre mediante la ley chilena de identidad de género, Antonia comenzó sus competiciones deportivas dentro de la categoría femenina. En consecuencia, en 2019 obtuvo la medalla de bronce en la categoría Damas Open de la 6° versión del campeonato Montenbaik Enduro Series Banco Bice, celebrado en San Pedro de la Paz.
Asimismo, comenzó el proceso para ser incorporada como mujer transgénero a la Federación Nacional de Ciclismo de Chile, la cual sigue la normativa establecida por la Unión Ciclista Internacional (UCI) en relación con la inclusión de deportistas transgénero, teniendo que demostrar mediante exámenes médicos sus niveles hormonales de testosterona durante 12 meses consecutivos, sin la obligación de haberse hecho la genitoplastía ni su cambio legal de nombre.
Además de su carrera deportiva, Antonia se desempeña como mecánica especialista en bicicletas.